# Escadron de bombardement 3/91 Beauvaisis
L'Escadron de bombardement 3/91 Beauvaisis est une ancienne unité de combat de l'Armée de l'air française.

## Historique
- 1er juin 1965 : création à Creil
- 30 juin 1976 : dissolution de l'EB 3/91

## Escadrilles
- VR 558 (Voisin Reconnaissance 558)
- F 554 (Farman 554)

## Bases
- Base aérienne 110 Creil

## Appareils
- Dassault Mirage IVA

## Sources
- Herve Beaumont, Mirage IV : Le bombardier strategique, Editions Lariviere, coll. « Docavia »